# FireStarter
FireStarter — відеогра, шутер від першої особи, розроблена українською студією GSC Game World і видана у 2003 році. Сюжет розповідає про гравця в віртуальній реальності під назвою Firestarter, який через комп'ютерний вірус виявився замкненим у Firestarter-і та має 48 годин, щоб вибратися звідти.

## Ігровий процес

### Основи
Гравець керує персонажем, який бореться з численними ворогами на кількох тематичних зонах. На початку гравець вибирає тип свого персонажа з унікальними параметрами й навичками. В ході просування грою за успішні дії, такі як знищення ворогів, нараховуються очки, за які можна покращувати характеристики персонажа, розвиваючись з 1 по 4 рівень. Впродовж гри можна знайти артефакти, які дають спеціальні можливості. Артефакти кожного разу з'являються в інших місцях. Гра має п'ять рівнів складності: Прогулянка (англ. touring, 25 % від нормальної), Легкий (англ. easy, 50 %), Нормальний (англ. normal, 100 %), Важкий (англ. hard, 150 %) та Екстрим (англ. extreme, 200 %). Збереження прогресу впродовж рівня не передбачені. Гравець може лише відновити проходження з того рівня, де зупинився востаннє, але програвши, доведеться проходити гру з початку.
У мережевій грі до 8 осіб представлені типові багатокористувацькі режими «смертельний матч», кооперативний, «банда на банду», «люди проти монстрів», «полювання» і «забій».

### Персонажі
- Агент (англ. Agent) — володіє високою швидкістю руху, великою дальністю стрибків, може пересуватися приховано. Початково не має броні та не здатна користуватися важким озброєнням.
- Десантник (англ. Marine) — збалансований персонаж, здатний однаково добре вивчати всі навички. Здатний нести збільшений боєзапас і особливо точно стріляти з важкого кулемета.
- Поліцейський (англ. Policeman) — за параметрами подібний на Десантника, але здатний стрибати з великої висоти і швидко перезаряджає зброю. Натомість не володіє великим боєзапасом і вправністю з кулеметом.
- Стрілець (англ. Gunslinger) — покладається на швидкість стрільби і реакції, але має мало броні. Може стріляти з двох рук і ухилятися від ворожих атак, але не здатний розвивати володіння важким озброєнням далі базового рівня.
- Кіборг (англ. Cyborg) — має дуже сильний захист, зворотнім боком чого є низька швидкість. Найбільш вправний з важким озброєнням і вміє використовувати гранати й ракети для ближніх атак.
- Мутант (англ. Mutant) — у цього персонажа є друга пара рук, причому зі всіх можна вести вогонь при розвитку відповідної навички. У нього найбільше здоров'я, яке до того ж відновлюється, коли Мутант не рухається, але початково не має броні та недоступно багато навичок.

### Озброєння
Практично кожний вид зброї в грі може мати легку і важку модифікації, що помітно відрізняються одна від одної. Різні види боєприпасів і альтернативний режим стрільби роблять вибір зброї ще важливішим. Крім того, у кожного персонажа є свої переваги щодо використання певної зброї.
- Циркулярна пила — початкова зброя, придатна лише для ближнього бою, зате не потребує боєприпасів.
- Штурмова гвинтівка — скорострільна, але мало забійна зброя. В альтернативному режимі вистрілює гранати. Важка модифікація передбачає стрільбу з двох рук і розстрілювання власних гранат у польоті.
- Обріз — завдає великих ушкоджень на ближніх дистанціях, але має сильну віддачу, що утруднює стрільбу під час бігу. Важка модифікація має вдвічі більшу забійну силу.
- Електрична гармата — миттєво вражає ворога потужним розрядом, але довго заряджається. Дезорієнтує та паралізує роботів. Може вражати самого стрільця. Важка модифікація не завдає шкоди стрільцеві та має більшу потужність.
- Плазмова гармата — ефективна проти великих цілей, завдаючи сильних ушкоджень сферами плазми. Використовує по 3 одиниці боєприпасів за раз. Діє на роботів аналогічно до електричної гармати. Важка модифікація має подвійний ствол і більший боєзапас.
- Ручна турель — скорострільна зброя проти швидких цілей. Важка модифікація має модуль для регулювання забійної сили.
- Лазер — скорострільна зброя без віддачі та з великим боєзапасом. Промінь лазера може відбиватися від близьких перешкод у стрільця. Важка модифікація наділена подвоєною скорострільністю.
- Багатоствольний кулемет — надзвичайно скорострільний, проте кожна окрема куля має малу силу. Ефективний проти скупчень ворогів. Важка модифікація наділена ще вищою скорострільністю.
- Ракетниця — повільна, але універсальна зброя. Дозволяє обирати тип ракет: некеровані, засліплюючі та кластерні. У важкій модифікації має самонавідні, швидкісні, посилені та пронизуючі ракети. Вибухова хвиля від вибухів може вразити самого стрільця.
- Ручна мортира — викидає по параболі гранати, напалмові гранати чи міни. У важкій модифікації вистрілює особливо руйнівні вакуумні бомби, фугасні міни, напалмові загородження чи атомні фугаси.

### Противники
В одиночній грі наявні монстри трьох видів, відповідно до трьох зон: роботи, зомбі і демони. Вони по-різному озброєні і кожен вид монстрів, крім того, має якусь особливість. До прикладу, існують такі, що спеціалізуються на протиракетній обороні, або прикликають інших монстрів. Все це змушує використовувати проти кожного противника певний вид зброї і вміння.

## Сюжет
Цілісного сюжету FireStarter не має, гравець просувається 16-а рівнями, поділеними на чотири зони: Індустріальна зона (англ. Industry zone), Імперія (англ. Empire), Космос (англ. Space) і Арена (англ. Arena). Перші три зони налічують по 5 рівнів, і Арена — один рівень.
Події гри відбуваються в 2010 році. Ігрову машину віртуальної реальності під назвою FireStarter заражає вірус і правила гри різко змінюються. Протагоніст, простий гравець, виявляється замкнений у кіберпросторі, а система життєзабезпечення працюватиме 48 годин. Залишається один вихід — пройти гру до кінця за новими правилами.

## Оцінки й відгуки
| Агрегатор    | Оцінка |
| ------------ | ------ |
| GameRankings | [ 4 ]  |
| Metacritic   | [ 5 ]  |

| Видання  | Оцінка |
| -------- | ------ |
| GameSpot | 62/100 |
| GameZone | 72/100 |
| IGN      | 75/100 |

| Видання     | Оцінка |
| ----------- | ------ |
| Домашний ПК | 5/5    |